# Gottfried Tollmann
Gottfried Tollmann (* 26. Oktober 1680 in Lauban; † 6. März 1766 in Leuba) war ein evangelischer Pfarrer und Kirchenliederdichter.
Der Sohn eines Schneiders besuchte die Lateinschule in Lauban und studierte anschließend Theologie an der Universität Leipzig. 1711 übernahm er das Pfarramt in Leuba bei Görlitz.
Er veröffentlichte sein Bequemes Gesangbuch voll alter und neuer geistlicher Lieder (Lauban 1719).
Das von ihm verfasste Lied „Die Ernt ist nun zu Ende, der Segen eingebracht“ findet sich im Evangelischen Gesangbuch unter der Nummer 505. 